# Vangueria schumanniana
Vangueria schumanniana är en måreväxtart som först beskrevs av Robyns, och fick sitt nu gällande namn av Henrik Lantz. Vangueria schumanniana ingår i släktet Vangueria och familjen måreväxter.

## Underarter
Arten delas in i följande underarter:
- V. s. mucronulata
- V. s. schumanniana